# Рупия Кокосовых островов
Рупия Кокосовых островов (англ. Keeling Cocos rupee) — частная денежная единица Кокосовых (Килинг) островов.

## История
Кокосовые острова с 1-й половины XIX века находились под управлением семьи Клуниз-Россов. Самостоятельность семейного владения была настолько велика, что в 1827 году Джон Клуниз-Росс провозгласил себя королём. В 1857 году острова были провозглашены британской колонией, но остались под управлением Клуниз-Россов. Преемник первого короля, Джон-Джордж Клуниз-Росс, стал губернатором колонии.
Третий правитель острова, Джордж Клуниз-Росс, в 1887 году начал выпуск частных денежных знаков. Банкноты первого выпуска были кожаные, с надписями чернилами. Банкноты 1902 года выпуска были бумажные. Этими деньгами Клуниз-Россы рассчитывались со своими работниками, а те приобретали товары в лавках при плантациях. Отказ от использования денег, ходивших за пределами островов, не давал возможности работникам приобретать алкоголь и оружие на кораблях, заходивших на острова.
Кожаные и бумажные деньги быстро изнашивались, поэтому в 1913 году четвёртый правитель островов, Сидней Клуниз-Росс, начал выпуск монет из иворина (целлулоид) — пластика, имитирующего слоновую кость.
В 1955 году острова переданы под управление Австралии, законным платёжным средством официально стал австралийский фунт, однако рупия продолжала использоваться. В 1968 году пятый правитель островов, Джон Сесил Клуниз-Росс, выпустил монеты из цветной пластмассы. В 1977 году состоялся последний выпуск рупии островов. Были выпущены монеты из бронзы, медно-никелевого сплава, серебра и золота. Большая часть тиража была сразу упакована в коллекционные сеты. В 1978 году Клуниз-Россы продали свои владения на островах, использование рупии было прекращено.